# Iresioides auricollis
Iresioides auricollis là một loài bọ cánh cứng trong họ Cerambycidae.